# Arven (roman af Paolini)
Arven er en fantasyroman, skrevet af den amerikanske forfatter Christopher Paolini. Bogen udkom i 2011, og fik dansk oversættelse året efter. Det er den fjerde og sidste roman i Arven-serien.
Paolini havde oprindeligt planlagt, at Arven-serien skulle være en trilogi, men mens han skrev den tredje bog, Brisingr, voksede omfanget af fortællingen, og Paolini endte med at dele den over i to bøger, der blev udgivet separat. Som følge af denne opdeling er mange af plotelementerne, som oprindeligt skulle have været i Brisingr nu at finde i Arven.
Siden udgivelsen af Arven har Paolini udtrykt interessere i at udvide Alagaësia og Arven-serien, og har talt om en potentiel "bog fem", eller prequel der omhandler Brom, og han fortalte, at han havde planlagt "omkring syv yderligere historier der foregår i Alagaësia—og en af dem er faktisk en serie."
I 2018 udkom The Fork, the Witch, and the Worm og i 2023 udkom Murtagh, der begge foregår i samme verden.
Arven debuterede som nr. 1 på USA Todays "Best-Selling Books", og den solgte næsten en halv millioner eksemplarer den første dag i USA.